# Modo de extinguir obligaciones
El modo de extinguir obligaciones es todo hecho o acto jurídico al que la ley atribuye el valor de hacer cesar los efectos de la obligación.

## Regulación por países

### Argentina
En Argentina la extinción de las obligaciones se encuentra regulada en los Títulos XVI a XXIII del Libro II del Código Civil, artículos 724 a 895.

### Chile
En Chile los modos de extinguir las obligaciones se encuentran regulados en los Títulos XIV a XIX del Libro IV del Código Civil, artículos 1567 a 1680.

### México
En México, la extinción de las obligaciones se encuentra regulada en el Título Quinto del Libro Cuarto del Código Civil Federal, artículos 2185 a 2223.

## Clases de modos de extinguir
1. Pago efectivo.
2. Pago por consignación.
3. Pago con subrogación.
4. Pago por cesión de bienes.
5. Pago con beneficio de competencia.
6. Dación en pago.
7. Compensación.
8. Confusión.
9. Remisión.
10. Resciliación.
11. Transacción.
12. Novación.
13. Anticresis.
14. La muerte en los contratos intuitu personæ.
15. La renuncia en el mandato, en la sociedad, en el fideicomiso, en el usufructo y en la servidumbre.
16. El desahucio en el arrendamiento.
17. La redención del censo.
18. La revocación en el mandato.
19. La pérdida de acciones en la fianza.
20. El abuso de la prenda.
21. La cancelación de la hipoteca.
22. La pérdida de la cosa debida en las obligaciones de dar una especie o cuerpo cierto.
23. La imposibilidad de ejecución en las obligaciones de hacer.
24. La finalización del negocio para que fue contraída la sociedad.
25. La destrucción de la cosa común en la comunidad.
26. La división del haber común en la comunidad.
27. El plazo extintivo en los contratos de tracto sucesivo.
28. La caducidad.
29. La prescripción.
30. La nulidad.
31. La resolución.
32. El divorcio en el matrimonio.